# Tulbaghia transvaalensis
Tulbaghia transvaalensis är en amaryllisväxtart som beskrevs av Vosa. Tulbaghia transvaalensis ingår i släktet Tulbaghia och familjen amaryllisväxter. Inga underarter finns listade i Catalogue of Life.